# 哈巴若維采

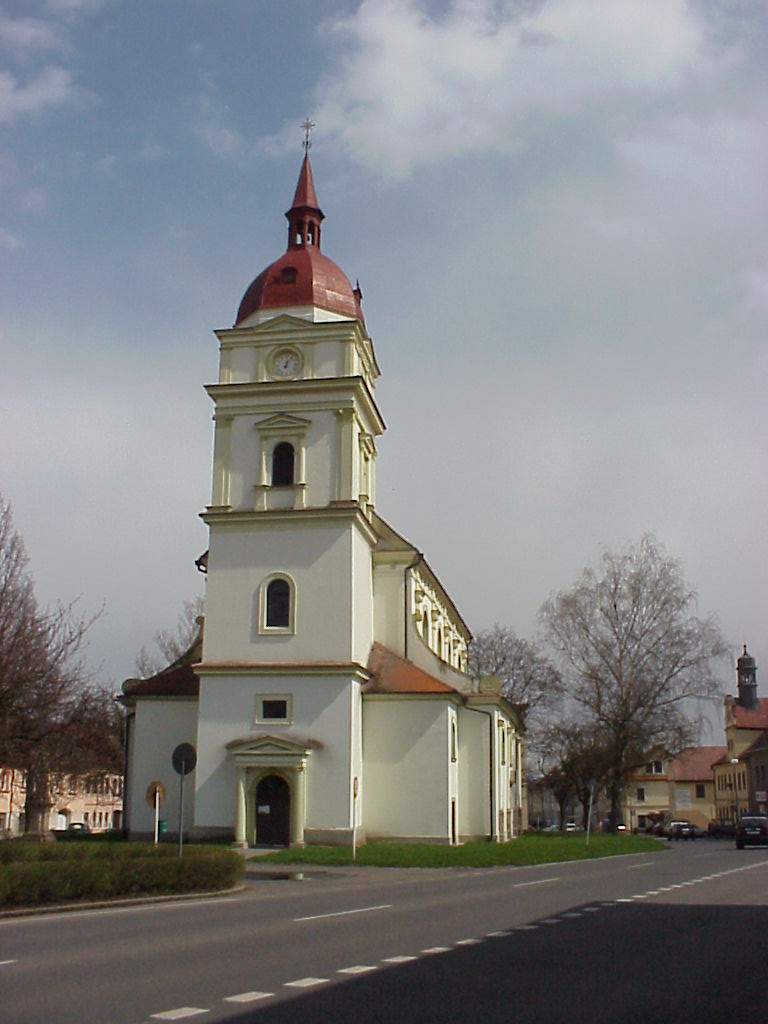

哈巴若維采是捷克的城鎮，位於該國西北部，距離拉貝河畔烏斯季7公里，由烏斯季州負責管轄，面積16.89平方公里，海拔高度175米，2006年人口2,381。